# Kirin Cup 2002
De Kirin Cup 2002 was de 23e editie van de Kirin Cup. Het toernooi werd gehouden van 29 april tot en met 2 mei 2002, het werd gespeeld in Japan. Er was geen winnaar omdat het toernooi niet is afgemaakt. Er werden 2 van de 3 wedstrijden gespeeld. Honduras en Slowakije speelden niet tegen elkaar.

## Eindstand
| Pos | Land      | Wed | Win | Gel | Ver | DV | DT | +/- | Pnt |
| --- | --------- | --- | --- | --- | --- | -- | -- | --- | --- |
| 1   | Japan     | 2   | 1   | 1   | 0   | 4  | 3  | +1  | 4   |
| 2   | Honduras  | 1   | 0   | 1   | 0   | 3  | 3  | 0   | 1   |
| 3   | Slowakije | 1   | 0   | 0   | 1   | 0  | 1  | –1  | 0   |

## Wedstrijden
|                                  |               |       |           |                                                                                   |
| 29 april 2002 «onderlinge duels» | Japan         | 1 – 0 | Slowakije | Olympisch Stadion, Tokio Toeschouwers: 57.000 Scheidsrechter: Bae Jae-Young (KOR) |
| 29 april 2002 «onderlinge duels» | Nishizawa 38' |       |           | Olympisch Stadion, Tokio Toeschouwers: 57.000 Scheidsrechter: Bae Jae-Young (KOR) |

|                               |       |       |          |                                                                                                 |
| 2 mei 2002 «onderlinge duels» | Japan | 3 – 3 | Honduras | Kobe Universiade Memorial Stadium, Kobe Toeschouwers: 38.130 Scheidsrechter: Park Sang-Gu (KOR) |
| 2 mei 2002 «onderlinge duels» |       |       |          | Kobe Universiade Memorial Stadium, Kobe Toeschouwers: 38.130 Scheidsrechter: Park Sang-Gu (KOR) |

De wedstrijd tussen Slowakije en Honduras ging niet door.